# Arniquet (ort)
Arniquet är en ort i Haiti.   Den ligger i departementet Sud, i den sydvästra delen av landet, 170 km väster om huvudstaden Port-au-Prince. Arniquet ligger 36 meter över havet och antalet invånare är 26 536.
Terrängen runt Arniquet är kuperad åt sydväst, men åt nordost är den platt. Runt Arniquet är det tätbefolkat, med 297 invånare per kvadratkilometer. Närmaste större samhälle är Les Cayes, 14,4 km öster om Arniquet. Omgivningarna runt Arniquet är en mosaik av jordbruksmark och naturlig växtlighet.